# غادفة
الغادفة (الاسم العلمي: Diaptomus) هي جنس من القشريات تتبع فصيلة الغادفات من رتبة الكالانيات.